# Samut Prakan
Pour la province de Thaïlande, voir Province de Samut Prakan.
Samut Prakan (anciennement Paknam) est une ville et un district de Thaïlande situés dans la région Centre, au sud-est de Bangkok, sur la rive orientale de l'embouchure de la Chao Phraya.
Sa population est de 460 000 habitants, ce qui en fait le district le plus peuplé de Thaïlande.

## Tourisme
La ville possède trois centres d'intérêt principaux :
- le Musée d'Erawan ;
- la ferme aux crocodiles de Bangkok, qui serait la plus grande du monde et abrite le plus grand crocodile au monde en captivité[1],[2],[3] ;
- Le musée en plein air de l'Ancien Siam Mueang Boran (เมืองโบราณ) ou Ancient Siam, un parc de miniatures de 80 hectares consacré à l'histoire de la Thaïlande.